# Ceratosebacina
Ceratosebacina — рід грибів родини Exidiaceae. Назва вперше опублікована 1993 року.

## Класифікація
До роду Ceratosebacina відносять 3 види:
- Ceratosebacina calospora
- Ceratosebacina longispora
- Ceratosebacina prolifera